# Imigração suíça no Rio de Janeiro
A imigração suíça no estado do Rio de Janeiro foi um fato ocorrido a partir de 1818 na cidade de Nova Friburgo, região serrana do estado.

## História

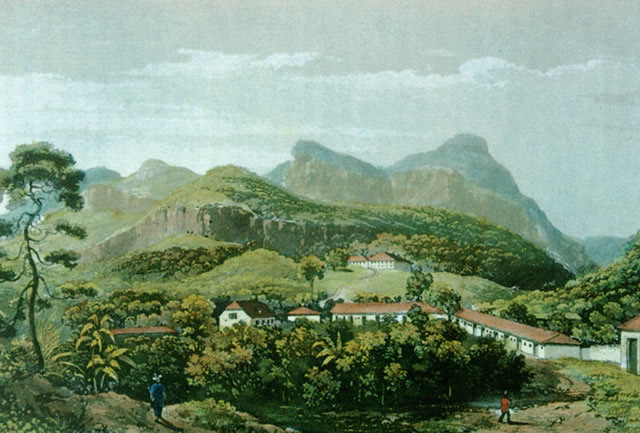
Nova Friburgo durante sua colonização suíça e alemã, 1820-1830.

Em 16 de maio de 1818, o Rei Dom João VI, sentindo a necessidade de estreitar os laços de amizades com os povos germânicos a fim de obter apoio contra o Império Francês, propôs uma colonização planejada, a fim de promover e dilatar a civilização do Reino do Brasil. Baixou, então, um decreto que autorizou o agente do Cantão de Fribourg, na Suíça, Sebastien Nicolas Gachet, a estabelecer uma colônia de cem famílias suíças na Fazenda do Morro Queimado, no Distrito de Cantagalo, localidade de clima e características naturais semelhantes às de seu país de origem. Entre 1819 e 1820, a região foi colonizada por 265 famílias suíças, totalizando 1 458 imigrantes. Foi batizada pelos suíços com o nome de Nova Friburgo, em homenagem à cidade de onde partiu a maioria das famílias, Fribourg ("Friburgo" em português, "Fribourg" em francês, "Freiburg" em alemão, idioma em que foi criado o nome da cidade a partir das palavras "frei" - livre e " burg" - castelo/forte), no Cantão de Fribourg. Entre 1819 e 1820, chegavam a Nova Friburgo 261 famílias de colonos suíços, 161 a mais do que havia sido combinado nos contratos, formando-se assim o núcleo inicial da povoação. Sabendo o quão promissora era a cooperação desses estrangeiros para com a nova pátria, o Governo Real subscreveu, a 3 de janeiro de 1820, um alvará elevando Nova Friburgo à categoria de vila, desmembrando, para isso, suas terras das de Cantagalo. A instalação da vila deu-se a 17 de abril desse mesmo ano.

## Personalidades fluminenses de origem suíça
Diversas figuras importantes no Rio de Janeiro são de ascendência suíça, incluindo diversos atores, cantores, modelos, religiosos, políticos e esportistas.
- Adolfo Lutz
- Cauã Reymond
- Cláudio Heinrich
- Clóvis Bornay
- Elza Monnerat
- Eric Maleson
- Fábio Porchat
- Guilherme Herdy
- Heloísa Perissé
- Henrique Oswald
- Jean Marc von der Weid
- Jorge Paulo Lemann
- Juliana Knust
- Oswaldo Goeldi

## Imigrantes
Cerca de 2.013 imigrantes suíços embarcaram com destino à Nova Friburgo, porém não se tem dado exato da população com ancestralidade suíça no estado, porém hoje em dia, os maiores núcleos estão na capital fluminense, região serrana e no município de Niterói.

## Famílias
Entre as famílias suíças que colonizaram o solo fluminense(em especial o solo friburguense), incluem-se as seguintes:
- Balmat
- Bapst
- Barras
- Bard
- Bardy
- Baudevin
- Bavaud
- Beaud
- Berroud
- Blanc
- Bongard
- Charles
- Jacquet
- Muller
- Marchon
- Nidegger
- Piller
- Rutschmann
- Thurler
- Winckler[3]